# Élections sénatoriales de 2026 en Haute-Corse
Pour un article plus général, voir Élections sénatoriales françaises de 2026.
Les élections sénatoriales en Haute-Corse sont prévues en septembre 2026. Elles visent à renouveler l'unique sénateur du département.

## Modalités

### Dates
Ces élections se tiendront en septembre 2026, les sénateurs étant élus pour une durée de 6 ans et les élections de 2020 ayant eu lieu le 27 septembre.

### Mode de scrutin
La Haute-Corse étant représentée par un seul sénateur, ce dernier est élu au scrutin uninominal majoritaire à deux tours. Est élu le candidat qui réunit la majorité absolue des suffrages exprimés et les voix d'un quart des électeurs inscrits dans la circonscription. À défaut, un second tour est organisé. Celui qui remporte le plus de voix au second tour est déclaré élu.

### Collège électoral
Les élections sénatoriales sont un scrutin indirect, cela signifie que seuls les grands électeurs sont appelés à voter lors de cette élection. Sont considérés comme grands électeurs:
- les députés et le sénateur ;
- les conseillers de l'Assemblée de Corse ;
- les délégués des conseils municipaux. Cette dernière catégorie représente 95 % des grands électeurs[5].

## Contexte

### Élections sénatoriales de 2020
Lors des élections sénatoriales de 2020, Paul-Toussaint Parigi, du mouvement régionaliste Femu a Corsica, succède à Joseph Castelli qui ne se représente pas à l'issu d'un 2d tour de scrutin, ayant échoué à se faire élire dès le 1er à une seule voix près.

### Élections municipales de 2026
Les élections sénatoriales de 2026 prendront place 6 mois après les municipales de la même année. La très grande majorité des grands électeurs français étant issus des conseils municipaux, leur composition aura dès lors un impact important sur le scrutin sénatorial.

## Résultats

### Sénateur sortant et élu
| Sénateur sortant      | Parti | Parti | Groupe | Groupe | Sénateur élu | Parti | Parti | Groupe | Groupe |
| --------------------- | ----- | ----- | ------ | ------ | ------------ | ----- | ----- | ------ | ------ |
| Paul-Toussaint Parigi |       | FaC   |        | UC     |              |       |       |        |        |